# Takiyasha la sorcière et le fantôme du squelette
 (mars 2019).
Si vous disposez d'ouvrages ou d'articles de référence ou si vous connaissez des sites web de qualité traitant du thème abordé ici, merci de compléter l'article en donnant les références utiles à sa vérifiabilité et en les liant à la section « Notes et références ».

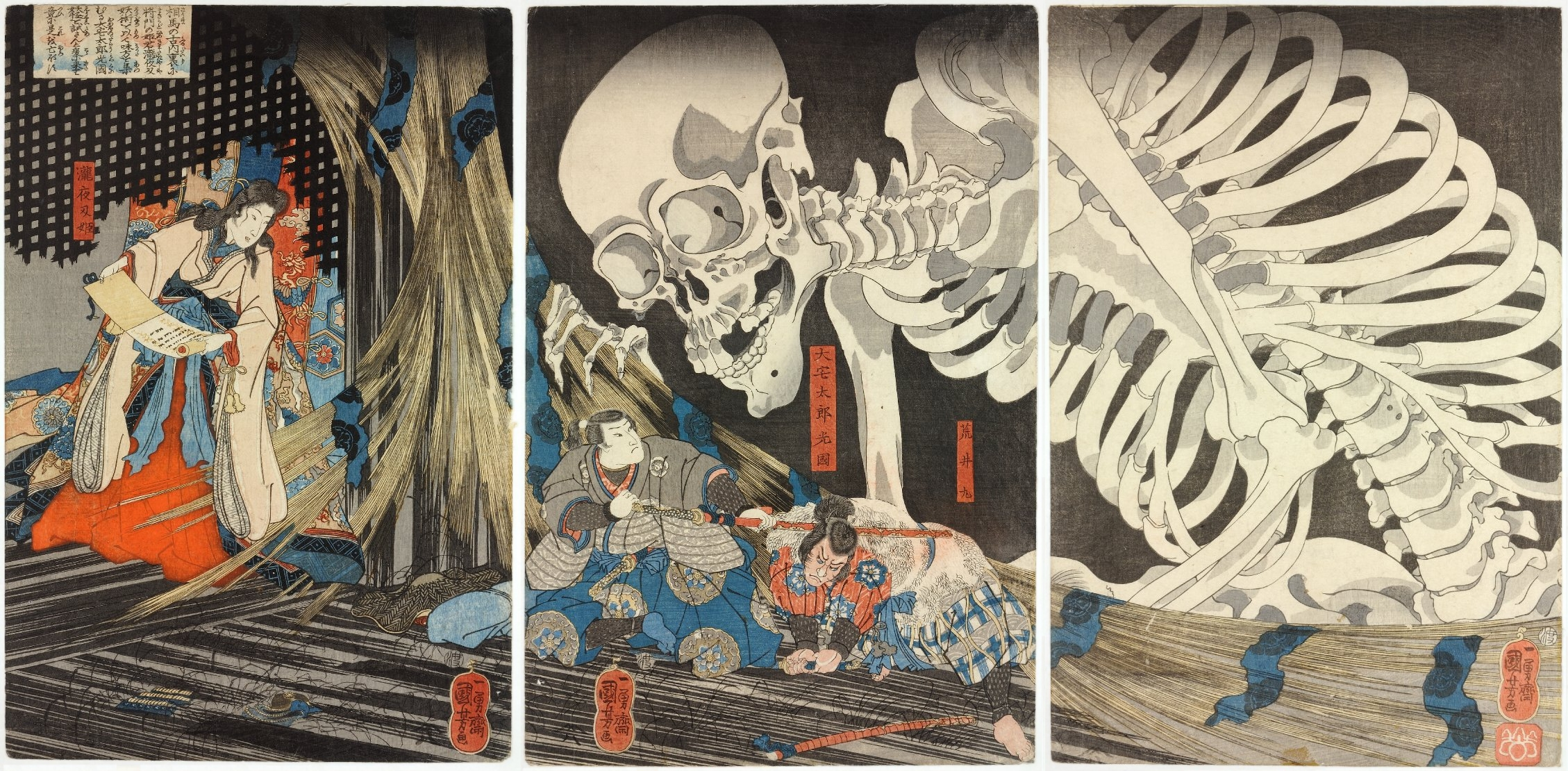
Triptyque de Takiyasha la sorcière et le fantôme du squelette, c.1844, Utagawa Kuniyoshi (1797 - 1861), Victoria and Albert Museum no E.1333:1 à 3-1922

Takiyasha la sorcière et le fantôme du squelette ou Mitsukuni Combattant le Spectre Squelettique Invoqué par la Princesse Takiyasha (Japonais: 相馬の古内裏妖怪がしゃどくろと戦う大宅太郎光圀, Sōma no furudairi yōkai gashadokuro to tatakau Ōya Taro Mitsukuni) est le titre d'une impression sur bois d'Utagawa Kuniyoshi (1798-1861), particulièrement réputé pour ses représentations de scènes historiques et mythiques. Cette impression combine ces deux sujets dans la représentation de la princesse Takiyasha du Xe siècle convoquant un spectre squelettique pour effrayer Ōya no Mitsukuni.
Sur l'image, la princesse récite un sort écrit sur un rouleau horizontal, appelant un squelette géant. Il se dresse sur un vide noir, se fraie son chemin à travers les stores du palais impérial de Kyōto en lambeaux avec ses doigts osseux pour menacer Mitsukuni qui l'observe sans crainte. À droite de l'estampe, ce dernier combat un homme de main de la princesse sorcière Takiyasha.

## Contexte historique
La princesse Takiyasha historique est la fille du seigneur de guerre provincial Taira no Masakado, qui a essayé de fonder une « Cour de l'Est » dans la province de Shimōsa en concurrence avec l'empereur basé à Heian-kyō (nom de Kyōto de 794 à 1868). La rébellion de Masakado est écrasée en 939 et il est tué. Après sa mort, la princesse Takiyasha continue à habiter dans le pavillon en ruines du palais.
Cette impression représente un épisode mythique au cours duquel Mitsukuni, envoyé de l'empereur, vient chercher des conspirateurs survivants.

## Source de la traduction
- (en) Cet article est partiellement ou en totalité issu de l’article de Wikipédia en anglais intitulé « Takiyasha the Witch and the Skeleton Spectre » (voir la liste des auteurs).